# Markéta Františka z Ditrichštejna
Markéta Františka z Ditrichštejna, též z Dietrichsteinu (německy Margarethe Franziska von Dietrichstein, 1597– 3. února 1617) byla moravská šlechtična z mikulovské větve rodu Ditrichštejnů. Byla dvorní dámou císařovny a české královny Anny Tyrolské, manželky císaře Matyáše Habsburského.

## Život
Narodila se do silně katolického protředí jako dcera Zikmunda II. z Ditrichštejna (1562–1602), syna významného diplomata v habsburských službách a jeho manželky Johany della Scala z významného italského rodu Scaligerů, kteří ve 13. až 14. století vládli Veroně a Vicenze.
Markéta Františka měla staršího bratra Maxmiliána (1596–1655), který byl diplomatem a později zdědil knížecí titul po strýci Františkovi. Další dva bratři Karel a František zemřeli krátce po narození.
Její otec Zikmund po smrti otce převzal v roce 1590 správu rodových panství společně se svými bratry Maxmiliánem (1561–1611) a Františkem (1570–1636), kardinálem, olomouckým biskupem a pobělohorským správcem Moravy.
V roce 1602 zemřel její otec Zikmund na srdeční mrtvici, kterou zřejmě způsobil nadměrný stres, ke kterému přispělo úmrtí jeho malých dětí, nemoc manželky a úspěšná obhajoba Karla ze Žerotína, proti němuž Zikmund vedl soudní spor. Markétina ovdovělá matka Johana se o pět let později znovu provdala za Jiřího Zikmunda z Lamberka (1568–1632), nejvyššího hofmistra Rudolfa II. a zemského hejtmana v Horních Rakousích. Ten byl v letech 1612–1616 také vrchním hofmistrem císařovny Anny Tyrolské, manželky císaře Matyáše, od roku 1616 císařovny a české královny. V témže roce je Markéta Františka uváděna jako dvorní dáma císařovny pod vedením vrchní hofmistryní Kateřiny Libštejnské z Kolovrat.
Na Markétu Františku měl silný vliv její strýc kardinál František z Ditrichštejna, který byl v té době velmi zaměstnán státními a náboženskými záležitostmi v zemi. V roce 1611 korunoval císaře Matyáše českým králem a v červnu 1612 na císaře římského a celebroval jeho sňatek s Annou Tyrolskou, dcerou Ferdinanda Tyrolského. Mimo to ještě v letech 1611–1619 inicioval rozsáhlou přestavbu mikulovského hradu na reprezentativní barokní sídlo.

### Manželství a potomstvo

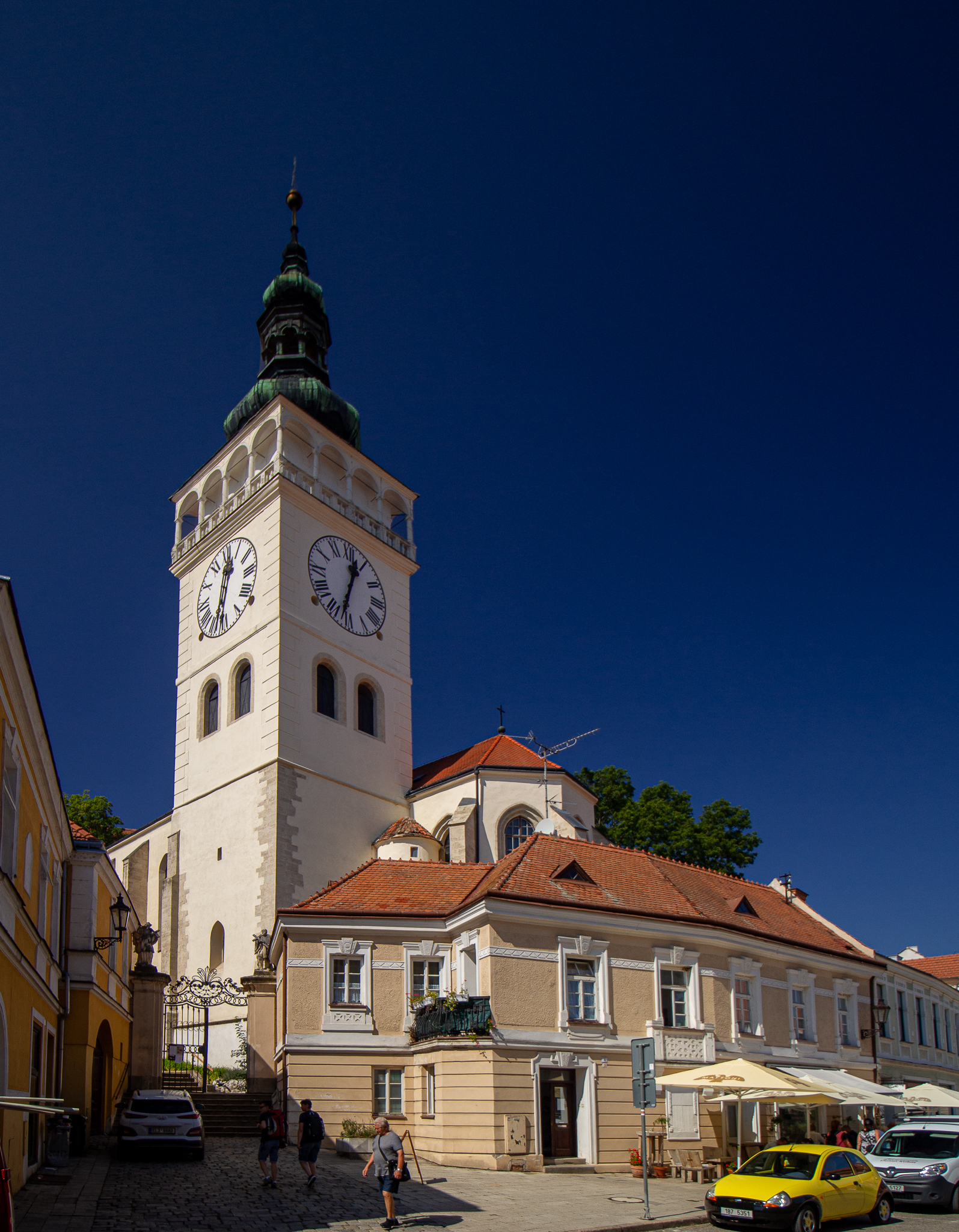
Kostel sv. Václava v Mikulově, místo posledního odpočinku Markéty Františky.

Markéta Františka byla 8. února 1616 provdána za Václava Viléma z katolického rodu Lobkoviců, jako jeho třetí manželka. Václav Vilém, syn Adama Havla Popela z Lobkovic byl jediným dědicem duchcovské větve Popelů z Lobkovic, tehdy nejmocnějšího rodu v českých zemích. Studoval u jezuitů a stal se císařským radou a komořím. Jeho sestra Benigna Kateřina z Lobkovic po návštěvě Mikulova iniciovala výstavbu Lorety v Praze.
Teprve sedmnáctiletá Markéta Františka zemřela při porodu Františka Josefa v noci ze 3. na 4. února 1617, necelý rok po svatbě. Byla pohřbena v kněžišti mikulovského kostela svatého Václava, kdym byl po roce 1784 umístěn mramorový epitaf její a jejího manžela Václava Viléma († 1626) z nadace založené jejich synem Františkem Josefem z Lobkovic. Výchovy mladého Františka Josefa se ujal kardinál František z Ditrichštejna a ve své závěti mu odkázal roční rentu.

## Předkové
|                                   |                                                           |  |                         |                                                      |  |  |  |  |  |  |  | Pankrác z Ditrichštejna |
|                                   |                                                           |  |                         |                                                      |  |  |  |  |  |  |  |                         |
|                                   | Zikmund z Ditrichštejna                                   |  |                         |                                                      |  |  |  |  |  |  |  |                         |
|                                   |                                                           |  |                         |                                                      |  |  |  |  |  |  |  |                         |
|                                   |                                                           |  |                         | Barbora Gosslová z Thurnu                            |  |  |  |  |  |  |  |                         |
|                                   |                                                           |  |                         |                                                      |  |  |  |  |  |  |  |                         |
|                                   | Adam z Ditrichštejna                                      |  |                         |                                                      |  |  |  |  |  |  |  |                         |
|                                   |                                                           |  |                         |                                                      |  |  |  |  |  |  |  |                         |
|                                   |                                                           |  |                         | Maxmilián I. Habsburský, Jiří z Rottalu na Thalbergu |  |  |  |  |  |  |  |                         |
|                                   |                                                           |  |                         |                                                      |  |  |  |  |  |  |  |                         |
|                                   | Barbora z Rottalu                                         |  |                         |                                                      |  |  |  |  |  |  |  |                         |
|                                   |                                                           |  |                         |                                                      |  |  |  |  |  |  |  |                         |
|                                   |                                                           |  |                         | Markéta z Edelsheimu                                 |  |  |  |  |  |  |  |                         |
|                                   |                                                           |  |                         |                                                      |  |  |  |  |  |  |  |                         |
|                                   | Zikmund II. z Ditrichštejna                               |  |                         |                                                      |  |  |  |  |  |  |  |                         |
|                                   |                                                           |  |                         |                                                      |  |  |  |  |  |  |  |                         |
|                                   |                                                           |  |                         | Joan Ramon Folc IV de Cardona                        |  |  |  |  |  |  |  |                         |
|                                   |                                                           |  |                         |                                                      |  |  |  |  |  |  |  |                         |
|                                   | Antonio Folc de Cardona y Enriquez                        |  |                         |                                                      |  |  |  |  |  |  |  |                         |
|                                   |                                                           |  |                         |                                                      |  |  |  |  |  |  |  |                         |
|                                   |                                                           |  |                         | Aldonza Enríquez y Quiñones                          |  |  |  |  |  |  |  |                         |
|                                   |                                                           |  |                         |                                                      |  |  |  |  |  |  |  |                         |
|                                   | Markéta z Cardony                                         |  |                         |                                                      |  |  |  |  |  |  |  |                         |
|                                   |                                                           |  |                         |                                                      |  |  |  |  |  |  |  |                         |
|                                   |                                                           |  |                         | Galceran de Requesens i Joan de Soler                |  |  |  |  |  |  |  |                         |
|                                   |                                                           |  |                         |                                                      |  |  |  |  |  |  |  |                         |
|                                   | Doña Anna Maria Requesens de Soler, y Enriquez de Velasco |  |                         |                                                      |  |  |  |  |  |  |  |                         |
|                                   |                                                           |  |                         |                                                      |  |  |  |  |  |  |  |                         |
|                                   |                                                           |  |                         | Beatriz Enriquez                                     |  |  |  |  |  |  |  |                         |
|                                   |                                                           |  |                         |                                                      |  |  |  |  |  |  |  |                         |
| Markéta Františka z Ditrichštejna |                                                           |  |                         |                                                      |  |  |  |  |  |  |  |                         |
|                                   |                                                           |  |                         |                                                      |  |  |  |  |  |  |  |                         |
|                                   |                                                           |  | Jan della Scala z Bernu |                                                      |  |  |  |  |  |  |  |                         |
|                                   |                                                           |  |                         |                                                      |  |  |  |  |  |  |  |                         |
|                                   | Jan della Scala                                           |  |                         |                                                      |  |  |  |  |  |  |  |                         |
|                                   |                                                           |  |                         |                                                      |  |  |  |  |  |  |  |                         |
|                                   |                                                           |  |                         | Margarethe von Layming                               |  |  |  |  |  |  |  |                         |
|                                   |                                                           |  |                         |                                                      |  |  |  |  |  |  |  |                         |
|                                   | Jan Varmund della Scala                                   |  |                         |                                                      |  |  |  |  |  |  |  |                         |
|                                   |                                                           |  |                         |                                                      |  |  |  |  |  |  |  |                         |
|                                   |                                                           |  |                         | František Wolfgang z Hohenzollernu                   |  |  |  |  |  |  |  |                         |
|                                   |                                                           |  |                         |                                                      |  |  |  |  |  |  |  |                         |
|                                   | Alžběta Hohenzollernská                                   |  |                         |                                                      |  |  |  |  |  |  |  |                         |
|                                   |                                                           |  |                         |                                                      |  |  |  |  |  |  |  |                         |
|                                   |                                                           |  |                         | Rosina Bádenská                                      |  |  |  |  |  |  |  |                         |
|                                   |                                                           |  |                         |                                                      |  |  |  |  |  |  |  |                         |
|                                   | Johana Scaligerová                                        |  |                         |                                                      |  |  |  |  |  |  |  |                         |
|                                   |                                                           |  |                         |                                                      |  |  |  |  |  |  |  |                         |
|                                   |                                                           |  |                         | Siegmund von Thurn                                   |  |  |  |  |  |  |  |                         |
|                                   |                                                           |  |                         |                                                      |  |  |  |  |  |  |  |                         |
|                                   | Jakob von Thurn                                           |  |                         |                                                      |  |  |  |  |  |  |  |                         |
|                                   |                                                           |  |                         |                                                      |  |  |  |  |  |  |  |                         |
|                                   |                                                           |  |                         | Apollonia von Maxlrain                               |  |  |  |  |  |  |  |                         |
|                                   |                                                           |  |                         |                                                      |  |  |  |  |  |  |  |                         |
|                                   | Alžběta z Thurnu                                          |  |                         |                                                      |  |  |  |  |  |  |  |                         |
|                                   |                                                           |  |                         |                                                      |  |  |  |  |  |  |  |                         |
|                                   |                                                           |  |                         | František z Thannhausenu                             |  |  |  |  |  |  |  |                         |
|                                   |                                                           |  |                         |                                                      |  |  |  |  |  |  |  |                         |
|                                   | Barbora z Thannhausenu                                    |  |                         |                                                      |  |  |  |  |  |  |  |                         |
|                                   |                                                           |  |                         |                                                      |  |  |  |  |  |  |  |                         |
|                                   |                                                           |  |                         | Regina z Firmianu                                    |  |  |  |  |  |  |  |                         |
|                                   |                                                           |  |                         |                                                      |  |  |  |  |  |  |  |                         |